# Renaico
Renaico är en kommun i Chile.   Den ligger i provinsen Provincia de Malleco och regionen Región de la Araucanía, i den södra delen av landet, 500 km söder om huvudstaden Santiago de Chile.
Trakten runt Renaico består till största delen av jordbruksmark. Runt Renaico är det ganska glesbefolkat, med 24 invånare per kvadratkilometer.